# Tendai Mtawarira
Tendai „Beast” Mtawarira (ur. 1 sierpnia 1985 w Harare) – zimbabweński rugbysta posiadający także obywatelstwo południowoafrykańskie. Występuje na pozycji lewego filara. Wieloletni zawodnik zespołu Sharks z Durbanu, przeszło stukrotny reprezentant RPA, trzykrotny uczestnik, mistrz oraz brązowy medalista pucharu świata.
Jego znakiem rozpoznawczym jest przede wszystkim olbrzymia siła, dzięki czemu jest niezwykle groźny podczas młynów dyktowanych. Dodatkowo „Beast” charakteryzuje się dużą szybkością jak na gracza pierwszej linii młyna. Te dwie cechy – w połączeniu z dobrą wydolnością i sprawnością – sprawiają, że zawodnik ów słynie także z niezwykle mocnych rajdów z piłką w ręku.

## Młodość
Mtawarira urodził się w Harare, stolicy Zimbabwe, w rodzinie wywodzącej się z ludu Szona. Jako dziecko spośród sportów najbardziej interesowała go piłka nożna – w szkolnej drużynie grywał na pozycji bramkarza i wraz z ojcem kibicował angielskiemu zespołowi Manchester United. Z rugby po raz pierwszy zetknął się w wieku dziewięciu czy dziesięciu lat, kiedy dyscyplinę tę wprowadzono do programu szkolnego w jego Prospect Primary School. Początkowo do nowych zajęć podchodził z rezerwą, jednak wkrótce zaczął się doskonalić w grze na różnych pozycjach w formacji młyna, w szczególności zaś w jej trzeciej linii, do czego predysponowała go jego potężna sylwetka. Jako nastolatek uczęszczał do Churchill High School, szkoły o bogatych tradycjach rugby, a po uzyskaniu sportowego stypendium w wieku 17 lat trafił do prywatnej Peterhouse Boys’ School w Maronderze. W czasie nauki w Churchill reprezentował ekipę Cats & Dogs Academy w krajowej lidze seniorów w rugby 7.
Swoją dobrą grą Mtawarira zapracował na uznanie selekcjonera Joeya Muwadzuriego, i dzięki temu przebił się do młodzieżowej reprezentacji kraju, z którą w 2002 i 2003 roku wystąpił m.in. podczas południowoafrykańskeigo turnieju do lat 18 Craven Week czy podczas National Schools Festival. Także w 2003 roku Tendai został zauważony przez Barry’ego Angusa, członka sztabu Sharks, gdy wraz ze szkolną drużyną rozgrywał spotkanie w Durbanie. Młodemu zawodnikowi zaoferowano wkrótce miejsce w akademii zespołu. 

## Kariera klubowa

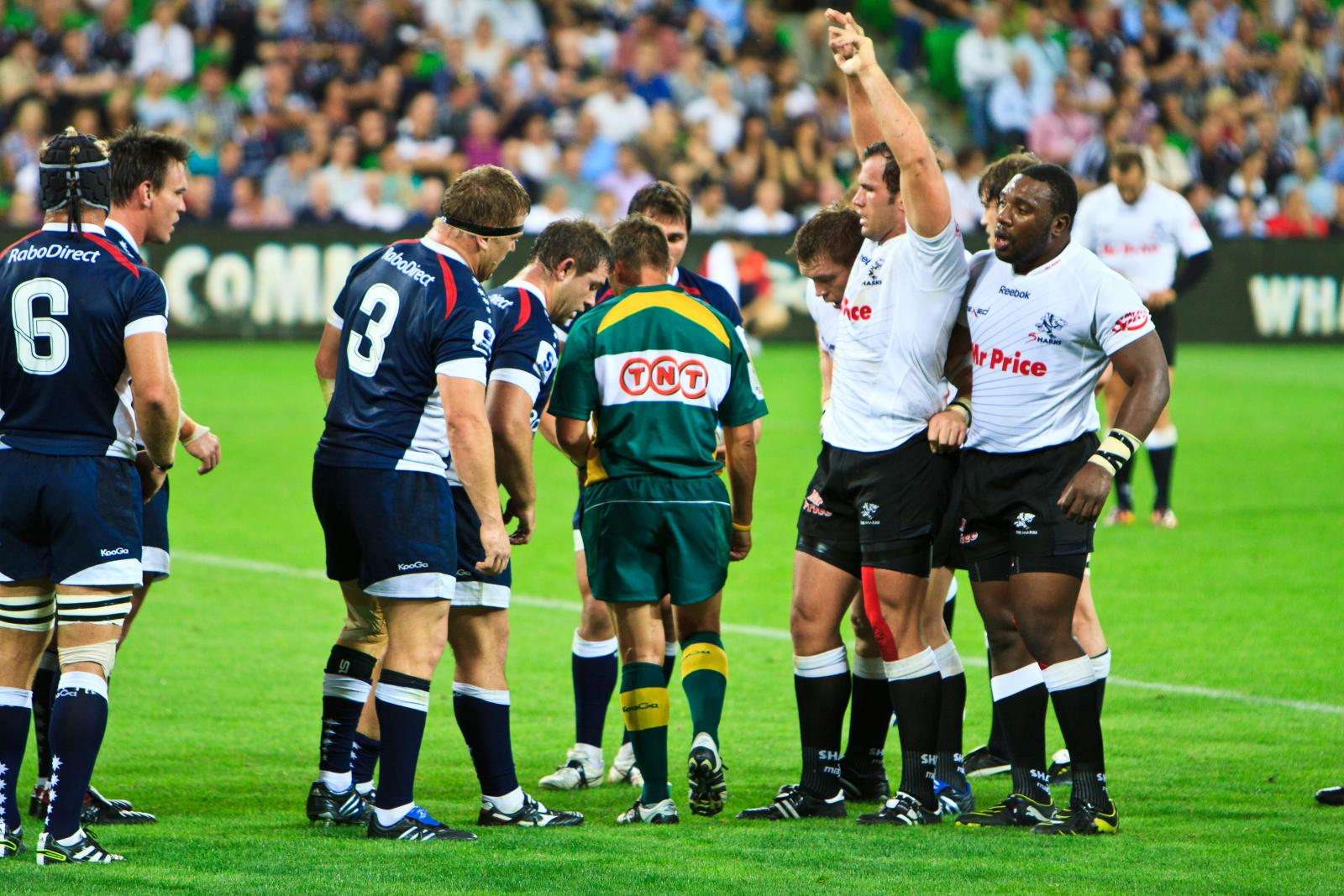
John Smit, Bismarck du Plessis i Mtawarira (w białych strojach) w trakcie meczu Melbourne Rebels – Sharks (2011)

Tendai rozwijał swoje umiejętności w akademii Sharks, występując między innymi w młodzieżowym wariancie Currie Cup. W 2006 roku przebił się do zespołu seniorów zgłoszonego do Vodacom Cup, drugiego poziomu rodzimych rozgrywek w RPA. W barwach Natal Wildebeest, bo pod taką nazwą występowała wówczas drużyna, rozegrał sześć spotkań, zaś „Gnu” dotarły do finału turnieju.
W maju roku 2006, podczas ostatniego roku w wieku juniora Mtawarira został przekwalifikowany na lewego filara. Ówczesny trener Sharks Dick Muir przekonał młodego zawodnika, że ten nie ma dostatecznych warunków fizycznych, by z powodzeniem rywalizować na wyuczonej pozycji wiązacza na wysokim poziomie. Jak po latach wspominał Muir, Tendai był bardzo silny, jednak nie dość zwinny jak na zawodnika trzeciej linii młyna i nie dość wysoki na pozycję wspieracza. Pochodzący z Zimbabwe rugbysta mimo pierwotnego sceptycyzmu z zaangażowaniem rozpoczął intensywne szkolenie, jednak już w pierwszym sparingu na nowej pozycji doznał kontuzji. Brak doświadczenia podczas zwarcia formacji młyna przyczynił się do urazu kolana, który skutkował trzymiesięczną rekonwalescencją. Pomimo tego już w lutym 2007 roku zadebiutował w najsilniejszych rozgrywkach na południowej półkuli – Super 14 – w spotkaniu z Waratahs. „Rekiny” awansowały ostatecznie aż do wielkiego finału, tam jednak po akcji Bryana Habany z ostatniej minuty meczu ulegli 19:20 innemu południowoafrykańskiemu zespołowi, Bulls. Dopiero w czerwcu tego samego roku filar zadebiutował na pierwszym poziomie rozgrywek krajowych, w Currie Cup, kiedy w pierwszej kolejce Sharks mierzyli się z Golden Lions.
Rok 2008 był dla Mtawariry przełomowy. Szybko wywalczył sobie pewne miejsce w drużynie, zwracając na swoje występy uwagę sztabu szkoleniowego reprezentacji RPA. Jesienią zdobył trofeum Currie Cup po zwycięstwie nad Blue Bulls. Otrzymał także nominację do prestiżowych nagród indywidualnych tak w kategorii juniorów, jak i seniorów. W grudniu kolejnego roku otrzymał zaproszenie do udziału w meczu elitarnego klubu Barbarian F.C. z Nową Zelandią. W roku 2010 ponownie sięgnął po Currie Cup, w finale 30:10 pokonującWestern Province. W roku 2011 „Rekiny” raz jeszcze awansowały do finału krajowych rozgrywek, gdzie jednak uległy Golden Lions.
W styczniu 2012 roku podczas treningu Mtawarira doznał złamania kości skokowej. Do gry wrócił dopiero w drugiej połowie kwietnia w spotkaniu Vodacom Cup. Pomimo iż opuścił jedną trzecią sezonu Super Rugby, filar wystąpił w podstawowym zestawieniu w spotkaniu finałowym, w którym Sharks wyraźnie ulegli Chiefs. W Currie Cup w 2012 roku w meczu finałowym ulegli Western Province 18:25, by rok później pokonać tego samego rywala 33:19 i sięgnąć po trofeum. Dla Mtawariry i jego zespołu był to czwarty finał Currie Cup z rzędu. Jesienią 2013 roku po raz drugi wystąpił w barwach Barbarians, w spotkaniu z Fidżi.
Dla urodzonego w Zimbabwe zawodnika mecz z Crusaders w 2014 roku był setnym w Super Rugby. W tym samym spotkaniu setny występ w Super Rugby w barwach „Rekinów” rozegrał wieloletni partner Mtawariry z pierwszej linii młyna w drużynie i reprezentacji – Jannie du Plessis.
W marcu 2018 roku filar rozegrał swój 138. mecz w Super Rugby – pobił w ten sposób dotychczasowy najlepszy wynik wśród graczy Sharks, który należał do JP Pietersena. Kilka miesięcy później, w przegranym ćwierćfinale przeciw Crusaders wystąpił w tych rozgrywkach po raz 150.

## Kariera reprezentacyjna

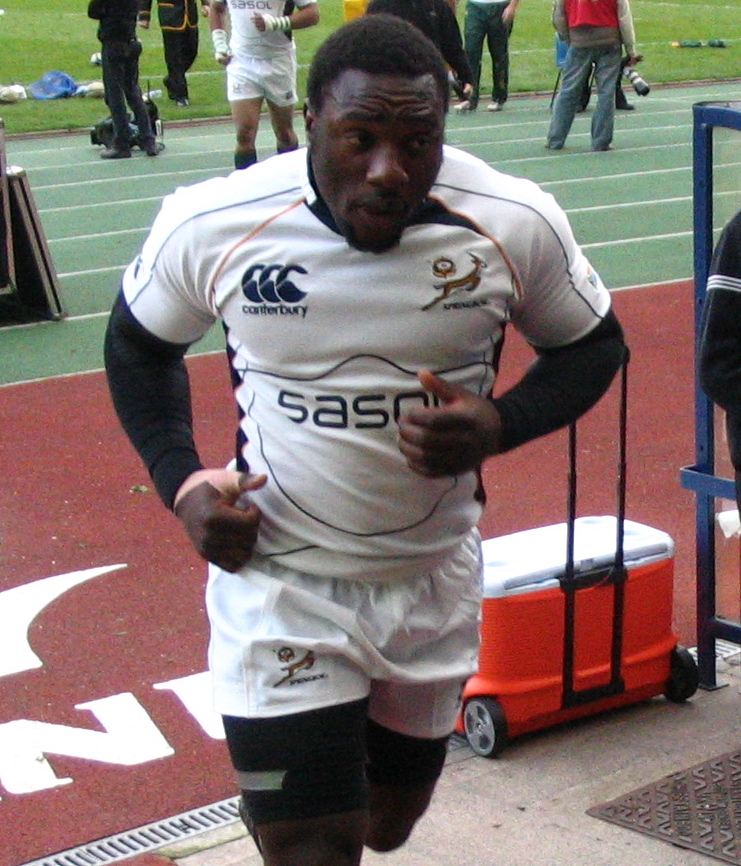
Mtawarira przed meczem Walią (2008)

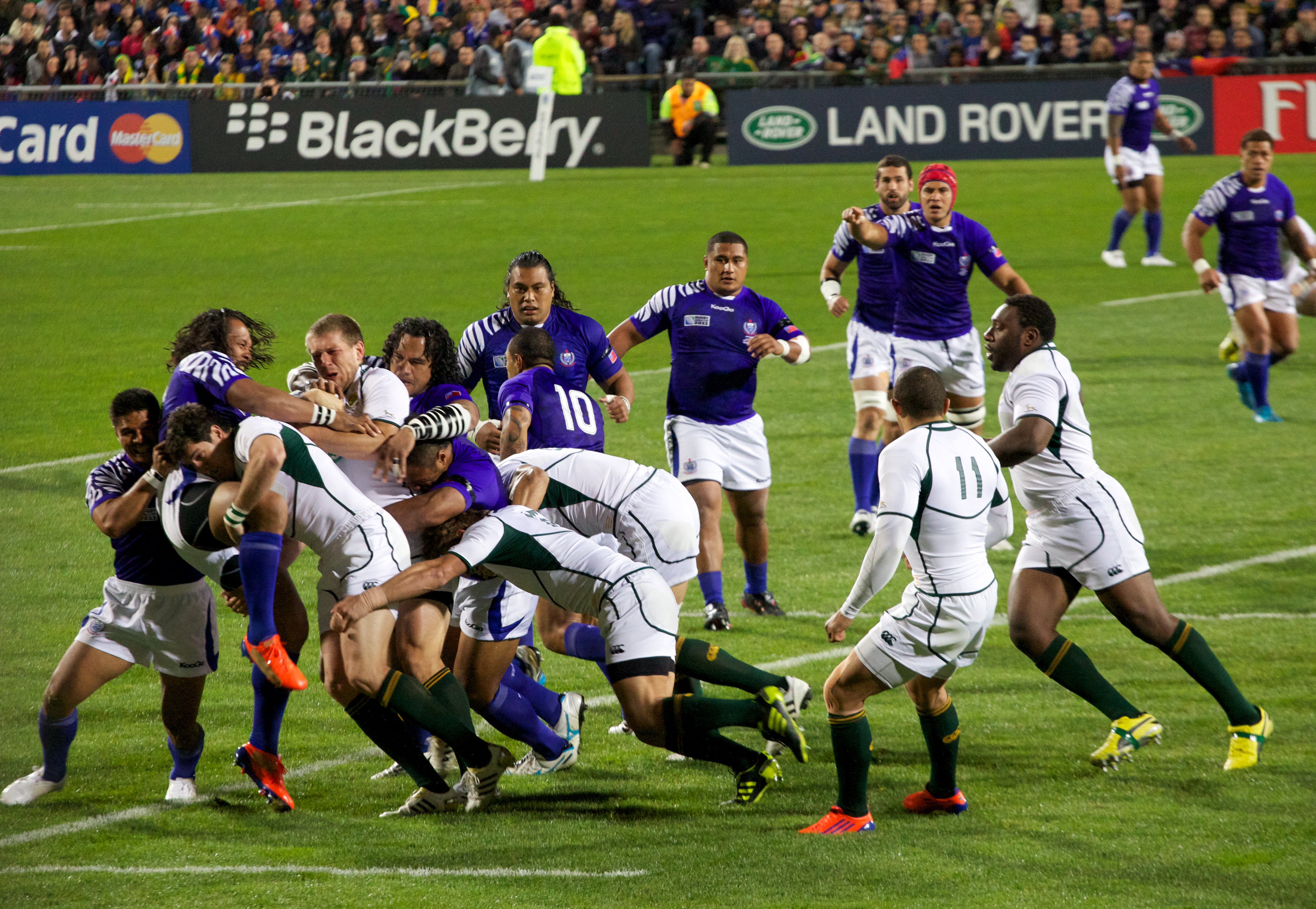
Mtawarira (w białym stroju, pierwszy z prawej) w meczu RPA – Samoa podczas Pucharu Świata 2011

Mtawarira na poziomie młodzieżowym reprezentował rodzime Zimbabwe – brał udział w Craven Week (zawodach do lat 18), występował w reprezentacji U-19.
Po trzech latach nieprzerwanego pobytu w Durbanie w myśl przepisów IRB uzyskał prawo do reprezentowania Południowej Afryki na arenie międzynarodowej. Imponująca forma w pierwszych sezonach wśród seniorów spowodowała, że pochodzący z Harare zawodnik otrzymał powołanie do kadry RPA na mecze w czerwcu 2008 roku. Zadebiutował w drugim spośród spotkań z Walią, w Pretorii. W kolejnym roku, kiedy „Springboks” mierzyli się z przyjezdną drużyną British and Irish Lions, Mtawarira był jednym z bohaterów serii. Jego występy – szczególnie w młynie zwartym, gdy całkowicie zdominował swojego vis-à-vis Phila Vickery’ego – przyniosły mu międzynarodowe uznanie. We wrześniu Mtawarira wraz z reprezentacją sięgnął po złoto Pucharu Trzech Narodów – południowoafrykański zespół wygrał pięć spośród sześciu swoich spotkań.
W listopadzie 2009 roku, tuż przed rozgrywanym w Tuluzie meczem Makhenkesi Stofile, Minister Sportu RPA publicznie zakwestionował prawo urodzonego w Zimbabwe zawodnika do reprezentowania Południowej Afryki. Wskazywał, że istnieją wątpliwości co do tego, czy Mtawarirze przysługuje prawo stałego pobytu oraz zezwolenie na pracę na terytorium RPA. Wyraził powątpiewanie, czy specjalna wiza jaką dysponował Zimbabweńczyk, powinna być przyznawana za osiągnięcia sportowe na polu rugby. Pomimo tego, że w owym czasie zawodnik miał już na swoim koncie rozegrane 22 mecze w kadrze na podstawie liberalnych przepisów IRB, podniesiono, że nie spełnia on rządowych przepisów wymagających od reprezentantów kraju posiadania obywatelstwa Południowej Afryki. Komunikat ministra został opublikowany w ogólnokrajowej prasie. W styczniu 2010 roku podobne zarzuty wysunęła komisja ds. sportu przy Zgromadzeniu Narodowym i jej przewodniczący Butana Komphela. Prawdopodobne wydawało się widmo deportacji rugbysty do Zimbabwe. Zawodnik został wycofany ze składu na nadchodzące mecze z Francją, zaś jego dalsze występy dla „Springboks” zostały tymczasowo zawieszone. Patową sytuację rozwiązało nadanie Mtawarirze południowoafrykańskiego obywatelstwa, co przy poparciu Minister Spraw Wewnętrznych Nkosazany Dlamini Zumy nastąpiło w czerwcu 2010 roku. Niemal bezpośrednio po tym zdarzeniu zawodnik otrzymał powołanie do reprezentacji na zbliżający się Puchar Trzech Narodów. Podczas jesiennych meczów reprezentacyjnych pochodzący z Harare zawodnik wystąpił w pierwszej linii młyna zestawionej w całości z graczy Sharks – prócz niego znaleźli się w niej bracia Jannie i Bismarck du Plessis.
W sierpniu 2011 roku zawodnik Sharks otrzymał powołanie do reprezentacji na rozgrywany w Nowej Zelandii puchar świata. Podczas turnieju grał jednak naprzemiennie z Gurthrö Steenkampem, a w decydującym ćwierćfinale z Australią nie znalazł się w składzie. W listopadzie 2012 roku Mtawarira musiał opuścić zgrupowanie reprezentacji przed meczem z Irlandią w Dublinie na skutek nasilenia się pojawiających się od około dwóch lat objawów kołatania serca. Ustabilizowanie stanu zdrowia zawodnika wymagało interwencji chirurgicznej, jednak dzięki temu udało się wyeliminować przyczynę mogącą przedwcześnie zakończyć jego karierę.
Rok później Mtawarira rozegrał swój 50. mecz w kadrze. Był zaledwie piątym zawodnikiem grającym na pozycji filara, który osiągnął taki wynik. Jubileusz ten przypadł na przegrane finałowe spotkanie z „All Blacks” w ramach The Rugby Championship. W 2014 roku wraz z braćmi du Plessis wziął udział w 14. meczu międzynarodowym, czym wyrównał rekord kraju w liczbie występów konkretnego ustawienia pierwszej linii młyna należącego do Osa du Randta, Johna Smita i Eddiego Andrewsa.
W sierpniu 2015 „Beast” otrzymał powołanie na swój drugi puchar świata. Podczas turnieju w Anglii Mtawarira wystąpił w pierwszym składzie we wszystkich siedmiu spotkaniach swojej drużyny, w tym w półfinałowej porażce z Nową Zelandią i w zwycięstwie nad Argentyną w meczu o brązowy medal. W trakcie turnieju Mtawarira rozegrał swój 20. (i ostatni) mecz w kadrze u boku braci du Plessis, śrubując tym samym własny rekord kraju. Rok później – również w meczu z Argentyną – grając w kadrze po raz 80., wyrównał najlepszy wynik wśród filarów RPA należący dotąd niepodzielnie do Osa du Radta.
Podczas jednego ze spotkań rozgrywanych przez „Springboks” w czerwcu 2018 roku Mtawarira obchodził szczególny jubileusz. Niemal dokładnie w 10 lat od swojego debiutu w reprezentacji RPA, przeciw Anglii wystąpił w zielono-złotej koszulce po raz setny. Dostąpił tego zaszczytu jako pierwszy czarnoskóry i szósty w ogóle gracz w historii reprezentacji Południowej Afryki. Ponadto był pierwszym w RPA i zaledwie ósmym na świecie filarem, któremu udało się osiągnąć taki wynik.

## Nagrody i wyróżnienia
- nominacja do nagrody dla najlepszego gracza roku 2008 w Południowej Afryce (2008 SA Rugby Player of the Year)[4][30]
- nominacja do nagrody dla najlepszego młodego gracza roku 2008 w Południowej Afryce (2008 SA Rugby Young Player of the Year)[4][30]

## Życie prywatne
Mtawarira powszechnie znany jest pod przydomkiem Beast, to jest „Zwierz” czy „Bestia”. Pseudonim ten nie został mu jednak nadany za czasów kariery zawodowej – otrzymał go od jednego z kolegów jeszcze w czasach szkoły podstawowej. Zdaniem samego zawodnika wiązał się on z jego ówczesnym zachowaniem względem innych uczniów. Tendai początkowo nie był grzecznym dzieckiem i wykorzystywał swoje potężne już wówczas warunki fizyczne do zastraszania innych uczniów. Przydomek Mtawariry błyskawicznie stał się elementem kultury kibiców rugby, którzy przy każdym jego kontakcie z piłką zwykli wykrzykiwać słowo Beeeaaast niezależnie od stadionu, na jakim toczy się spotkanie.
Tendai wychowywał się z dwójką rodzeństwa, siostrą oraz o cztery lata starszym bratem Brianem, który także próbował swych sił w rugby (grał m.in. w reprezentacji do lat 21). Ojciec Felix pracował jako specjalista do spraw kredytów w dużej instytucji finansowej. Matka Bertha jako zaangażowany członek wspólnoty zielonoświątkowej zaszczepiła w dzieciach żarliwą wiarę. Także za pośrednictwem matki, która wskazała kandydatkę, Mtawarira poznał swoją przyszłą żonę. W 2010 roku Tendai zawarł małżeństwo z Kuzivą Makure, córką znajomych rodziny pochodzącą z tej samej parafii w Harare. Parze urodziło się dwoje dzieci, córka Talumba oraz syn Wangu.
Płynnie włada językami angielskim i shona, w kwestiach sportowych porozumiewa się także w językach zulu i afrikaans.
Mtawarira przez wiele lat wspólnych występów wytworzył sobie szczególnie bliską więź z Janniem i Bismarckiem du Plessis; drugi z nich określił go mianem trzeciego brata.